# Kathleen Nolan

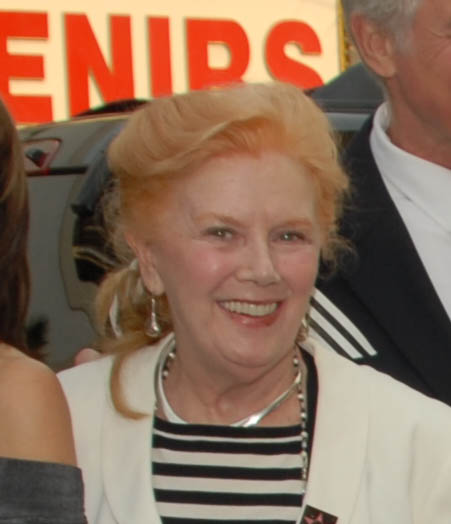
Kathleen Nolan (2007)

Kathleen Nolan bei einem Truppenauftritt (1965)

Kathleen Nolan (* 27. September 1933 in St. Louis, Missouri als Jocelyn Schrum) ist eine US-amerikanische Schauspielerin und Sängerin, die durch ihre Rolle der Kate McCoy in insgesamt 185 Folgen von The Real McCoys bekannt wurde.

## Leben
Kathleen Nolan wurde 1933 als Jocelyn Schrum in St. Louis geboren. Ihre Eltern waren Schauspieler und hatten eine eigene Theatergruppe, die Circle Stock Company. Bereits mit dreizehn Monaten trat Nolan das erste Mal auf der Bühne an Bord des Showboots Goldenrod auf, wo sie die nächsten Jahre als Schauspielerin tätig war. Nach ihrem Abschluss an der High School in St. Louis trat sie zudem als Sängerin in Radiostationen auf.
Mitte der 1950er-Jahre trat Nolan auch an größeren Theatern auf, darunter 1954 als Wendy in der Uraufführung des Musicals Peter Pan am Broadway (welches 1955 unter derselben Besetzung fürs Fernsehen verfilmt wurde) sowie 1967 als Amy in Love in E-Flat.
Neben ihrer Tätigkeit am Theater trat Nolan auch in Spiel- sowie Fernsehfilmen und mehreren Dutzend Fernsehserien auf. Ihre bekannteste Rolle spielte sie von 1957 bis 1962 als Kate McCoy in fast 200 Folgen von The Real McCoys, ehe sie in der letzten Staffel ein Jahr vor Serienende aus der Besetzung ausstieg. Für diese Rolle wurde sie 1959 für einen Emmy nominiert. Zu Nolans weiteren Fernsehauftritten gehörten unter anderem 17 Folgen der Sitcom Jamie sowie drei Episoden der Krimireihe Alfred Hitchcock präsentiert. 1981 und 1982 trat sie in zwei Folgen der US-amerikanischen Krimiserie Magnum auf. Zu ihren späteren Fernsehrollen zählen Auftritte in Crossing Jordan – Pathologin mit Profil und Cold Case – Kein Opfer ist je vergessen. 2017 war Nolan als Claudia im Filmdrama Dog Years an der Seite von Burt Reynolds zu sehen. Sie ist bis heute als Schauspielerin aktiv.
Von 1975 bis 1979 war Nolan als Nachfolgerin von Dennis Weaver für zwei Amtszeiten die erste Präsidentin der Screen Actors Guild. Sie ist zudem lebenslanges Mitglied im The Actors Studio. Für ihre Verdienste um die Rolle der Frau in der Unterhaltungsbranche wurde sie 1980 mit dem Woman in Film Crystal Award ausgezeichnet.
Nolan war von 1962 bis 1965 mit dem Manager Richard Heckenkamp verheiratet, mit dem sie 1963 einen gemeinsamen Sohn bekam. Die Ehe wurde geschieden.

## Filmografie (Auswahl)

### Filme
- 1955: Peter Pan (Fernsehfilm)
- 1956: The Desparados Are in Town
- 1957: The Iron Sheriff
- 1957: No Time to Be Young
- 1972: Wednesday Night Out (Fernsehfilm)
- 1972: Limbo
- 1973: Amanda Fallon
- 1978: The Immigrants
- 1981: Amy - Die Stunde der Wahrheit (Amy; Fernsehfilm)
- 1993: Am Rande des Todes (The Switch; Fernsehfilm)
- 2017: Dog Years

### Fernsehserien
Soweit nicht anders erwähnt je eine Folge
- 1953–1954: Jamie (17 Folgen)
- 1957–1962: The Real McCoys (185 Folgen)
- 1958: Tombstone Territory
- 1962/1964: Alfred Hitchcock präsentiert (The Alfred Hitchcock Hour; drei Folgen)
- 1962–1973: Rauchende Colts (Gunsmoke; zwei Folgen)
- 1968: Liebe, Lüge, Leidenschaft (One Life to Live)
- 1976: Die Sieben-Millionen-Dollar-Frau (The Bionic Woman)
- 1977: Detektiv Rockford – Anruf genügt (The Rockford Files)
- 1979: Drei Engel für Charlie (Charlie’s Angels, Fernsehserie, Folge Schutzengel auf Skiern)
- 1981: Love Boat (The Love Boat)
- 1981: Quincy (Quincy, M. E.)
- 1981/1982: Magnum (Magnum, P. I., zwei Folgen)
- 1991: Mord ist ihr Hobby (Murder, She Wrote)
- 1998: Chicago Hope – Endstation Hoffnung (Chicago Hope)
- 2001: Ally McBeal
- 2003: Crossing Jordan – Pathologin mit Profil (Crossing Jordan)
- 2008: Cold Case – Kein Opfer ist je vergessen (Cold Case)